# José Ivanaldo de Souza
José Ivanaldo de Souza, mais conhecido como Souza (Ipanguaçu, 6 de junho de 1975), é um ex-futebolista brasileiro que atuava como meia.
Foi presidente do América de Natal durante o biênio 2022/2023.

## Carreira
Souza começou sua carreira no América de Natal, conquistando o bi campeonato potiguar. Com apenas 18 anos se transferiu para o futebol paulista para atuar no Rio Branco de Americana em 1993, onde ficou quatro meses treinando na equipe dirigida por Cilinho e em janeiro de 1994 foi contratado em definitivo, por US$ 47 mil.

### Rio Branco de Americana
Suas boas atuações pelo Rio Branco o levou a ser cobiçado pelos grandes clubes e se transferiu para o Corinthians em 1994.

### Corinthians
Jogou no Corinthians de 1994 a 1998, tendo participado das conquistas dos Paulistões de 1995 e 1997, bem como da Copa do Brasil de 1995.
Com a Seleção, disputou o pré-olímpico de 1996.
Saiu do Corinthians após o vice campeonato Paulista de 1998.

### São Paulo
Foi para o São Paulo no segundo semestre de 1998, vendido por R$ 5 milhões.
Deixou o seu contra o Olímpia (4 a 1) e contra o Bayern Leverkusen (5 a 0), pela Copa Euro-América de 1999, sendo campeão e o artilheiro da competição.
Em 2000, voltaria a conquistar o Campeonato Paulista e o vice-campeonato da Copa do Brasil.
Em 2001, foi campeão do Torneio Rio-São Paulo. No segundo semestre foi emprestado para o Atlético-PR, mas retornou ao time do Morumbi em 2002 e foi campeão do Supercampeonato Paulista e vice do Torneio Rio-São Paulo.

### Atlético-PR
Contratado para a disputa do Campeonato Brasileiro, onde se sagrou campeão, iniciou a campanha como titular mais ao longo do campeonato foi perdendo espaço para Adriano Gabiru.

### Atlético-MG
Após sua saída do São Paulo foi contratado pelo Atlético Mineiro para a disputa do Campeonato Brasileiro de 2002.
Foi vendido ao futebol russo em 2003 por US$ 3,6 milhões de dólares. Retornou ao time no ano do centenário em 2008 dessa vez sem muito sucesso.

### Krylya Sovetov
Após sair do Atlético-MG em 2003 teve sua única experiência internacional no time russo do Krylya Sovetov. O elenco contava mais dois brasileiros: o atacante Roni e o meia Catanha (naturalizado espanhol). Ficou no time russo até 2005, conquistando a vaga para a Copa da UEFA.

### Flamengo
Retornou ao futebol brasileiro em 2005 para jogar no Flamengo. Dispensado após cinco meses na Gávea, o meia decidiu voltar às suas origens e, a partir de 2006, tornou a vestir a camisa do América de Natal.

### América-RN
Após 14 anos retornou ao América-RN onde conquistou o acesso para a 1ª divisão do campeonato brasileiro. No ano de 2007, disputou os campeonatos potiguar e o brasileirão. Saiu do clube em 2008.
Em 2009, em sua terceira passagem pelo América, sofreu uma torção no tornozelo, pela série B do brasileiro.
No inicio de 2011, acertou sua volta aos gramados, com 35 anos, ainda pelo América. Souza é um dos ídolos da história do América (RN).
Em 29 de outubro de 2021, foi eleito presidente do América em eleição promovida entre conselheiros e sócios proprietários do clube para o biênio 2022/2023.

## Seleção Brasileira
Com estas atuações, foi convocado para Seleção Brasileira por 11 vezes, entre os anos de 1995 e 1996. Foi vice campeão da Copa América de 1995 e da Copa Ouro de 1996. Disputou quatros jogos e marcou um gol.

## Títulos
ASSU
- Campeão do Vale: 1990

América-RN
- Campeonato Potiguar: 1991, 1992
- Copa RN: 2006

Corinthians
- Campeonato Paulista: 1995,[21] 1997
- Copa do Brasil: 1995
- Troféu Rámon de Carranza: 1996

São Paulo
- Copa Euro-América: 1999
- Campeonato Paulista: 2000
- Supercampeonato Paulista: 2002
- Campeão do Torneiro Rio-São Paulo: 2001

Atlético-PR
- Campeonato Brasileiro: 2001

### Artilharia
- Copa Euro-América - 1999: 2 gols